# 17.ª etapa del Giro de Italia 2023
La 17.ª etapa del Giro de Italia 2023 tuvo lugar el 24 de mayo de 2023 y consistió en una etapa en línea con inicio en la localidad de Pergine Valsugana y final en la localidad de Caorle sobre un recorrido de 195 km. Esta fue ganada por el italiano Alberto Dainese del equipo Team DSM, mientras que el británico Geraint Thomas del INEOS Grenadiers consiguió mantener el liderato.

## Clasificación de la etapa
| Pergine Valsugana - Caorle | etapa llana | (195 km) |

| \| Clasificación de la etapa \| Clasificación de la etapa \| Clasificación de la etapa \| Clasificación de la etapa \| Clasificación de la etapa \| \| Ciclista \| Ciclista \| Equipo \| Tiempo \| \| \| ------------------------- \| ------------------------- \| ------------------------- \| ------------------------- \| ------------------------- \| \| 1.º \| Alberto Dainese \| Team DSM \| 4 h 26 min 08 s \| \| \| 2.º \| Jonathan Milan \| Bahrain Victorious \| + 0 s \| \| \| 3.º \| Michael Matthews \| Team Jayco AlUla \| + 0 s \| \| \| 4.º \| Niccolò Bonifazio \| Intermarché-Circus-Wanty \| + 0 s \| \| \| 5.º \| Simone Consonni \| Cofidis \| + 0 s \| \| \| 6.º \| Fernando Gaviria \| Movistar Team \| + 0 s \| \| \| 7.º \| Andrea Pasqualon \| Bahrain Victorious \| + 0 s \| \| \| 8.º \| Alex Kirsch \| Trek-Segafredo \| + 0 s \| \| \| 9.º \| Stefano Oldani \| Alpecin-Deceuninck \| + 0 s \| \| \| 10.º \| Pascal Ackermann \| UAE Team Emirates \| + 0 s \| \| |                   |                          |                 |
| |                   |                          |                 |
| Fuente: ProCyclingStats |                   |                          |                 |
| Clasificación de la etapa |                   |                          |                 |
| Ciclista | Ciclista          | Equipo                   | Tiempo          |
| 1.º | Alberto Dainese   | Team DSM                 | 4 h 26 min 08 s |
| 2.º | Jonathan Milan    | Bahrain Victorious       | + 0 s           |
| 3.º | Michael Matthews  | Team Jayco AlUla         | + 0 s           |
| 4.º | Niccolò Bonifazio | Intermarché-Circus-Wanty | + 0 s           |
| 5.º | Simone Consonni   | Cofidis                  | + 0 s           |
| 6.º | Fernando Gaviria  | Movistar Team            | + 0 s           |
| 7.º | Andrea Pasqualon  | Bahrain Victorious       | + 0 s           |
| 8.º | Alex Kirsch       | Trek-Segafredo           | + 0 s           |
| 9.º | Stefano Oldani    | Alpecin-Deceuninck       | + 0 s           |
| 10.º | Pascal Ackermann  | UAE Team Emirates        | + 0 s           |

## Clasificaciones al final de la etapa

### Clasificación general(Maglia Rosa)
| \| Clasificación general \| Clasificación general \| Clasificación general \| Clasificación general \| Clasificación general \| \| Ciclista \| Ciclista \| Equipo \| Tiempo \| \| \| --------------------- \| --------------------- \| --------------------- \| --------------------- \| --------------------- \| \| 1.º \| Geraint Thomas \| Ineos Grenadiers \| 71 h 58 min 43 s \| \| \| 2.º \| João Almeida \| UAE Team Emirates \| + 18 s \| \| \| 3.º \| Primož Roglič \| Jumbo-Visma \| + 29 s \| \| \| 4.º \| Damiano Caruso \| Bahrain Victorious \| + 2 min 50 s \| \| \| 5.º \| Edward Dunbar \| Team Jayco AlUla \| + 3 min 03 s \| \| \| 6.º \| Lennard Kämna \| Bora-Hansgrohe \| + 3 min 20 s \| \| \| 7.º \| Bruno Armirail \| Groupama-FDJ \| + 3 min 22 s \| \| \| 8.º \| Andreas Leknessund \| Team DSM \| + 3 min 30 s \| \| \| 9.º \| Thymen Arensman \| Ineos Grenadiers \| + 4 min 09 s \| \| \| 10.º \| Laurens De Plus \| Ineos Grenadiers \| + 4 min 32 s \| \| |                    |                    |                  |
| |                    |                    |                  |
| Fuente: ProCyclingStats |                    |                    |                  |
| Clasificación general |                    |                    |                  |
| Ciclista | Ciclista           | Equipo             | Tiempo           |
| 1.º | Geraint Thomas     | Ineos Grenadiers   | 71 h 58 min 43 s |
| 2.º | João Almeida       | UAE Team Emirates  | + 18 s           |
| 3.º | Primož Roglič      | Jumbo-Visma        | + 29 s           |
| 4.º | Damiano Caruso     | Bahrain Victorious | + 2 min 50 s     |
| 5.º | Edward Dunbar      | Team Jayco AlUla   | + 3 min 03 s     |
| 6.º | Lennard Kämna      | Bora-Hansgrohe     | + 3 min 20 s     |
| 7.º | Bruno Armirail     | Groupama-FDJ       | + 3 min 22 s     |
| 8.º | Andreas Leknessund | Team DSM           | + 3 min 30 s     |
| 9.º | Thymen Arensman    | Ineos Grenadiers   | + 4 min 09 s     |
| 10.º | Laurens De Plus    | Ineos Grenadiers   | + 4 min 32 s     |

### Clasificación por puntos(Maglia Ciclamino)
| Clasificación por puntos | Clasificación por puntos | Clasificación por puntos | Clasificación por puntos | Clasificación por puntos |
| Ciclista                 | Ciclista                 | Equipo                   | Puntos                   |                          |
| ------------------------ | ------------------------ | ------------------------ | ------------------------ | ------------------------ |
| 1.º                      | Jonathan Milan           | Bahrain Victorious       | 215 pts                  |                          |
| 2.º                      | Derek Gee                | Israel-Premier Tech      | 121 pts                  |                          |
| 3.º                      | Pascal Ackermann         | UAE Team Emirates        | 95 pts                   |                          |
| 4.º                      | Michael Matthews         | Team Jayco AlUla         | 93 pts                   |                          |
| 5.º                      | Toms Skujiņš             | Trek-Segafredo           | 79 pts                   |                          |
| 6.º                      | Nico Denz                | Bora-Hansgrohe           | 77 pts                   |                          |
| 7.º                      | Magnus Cort              | EF Education-EasyPost    | 56 pts                   |                          |
| 8.º                      | Marius Mayrhofer         | Team DSM                 | 53 pts                   |                          |
| 9.º                      | Mark Cavendish           | Astana Qazaqstan Team    | 51 pts                   |                          |
| 10.º                     | Vincenzo Albanese        | Eolo-Kometa              | 51 pts                   |                          |

### Clasificación de la montaña(Maglia Azzurra)
| Clasificación de la montaña | Clasificación de la montaña | Clasificación de la montaña        | Clasificación de la montaña | Clasificación de la montaña |
| Ciclista                    | Ciclista                    | Equipo                             | Puntos                      |                             |
| --------------------------- | --------------------------- | ---------------------------------- | --------------------------- | --------------------------- |
| 1.º                         | Ben Healy                   | EF Education-EasyPost              | 164 pts                     |                             |
| 2.º                         | Davide Bais                 | Eolo-Kometa                        | 144 pts                     |                             |
| 3.º                         | Einer Rubio                 | Movistar Team                      | 117 pts                     |                             |
| 4.º                         | Thibaut Pinot               | Groupama-FDJ                       | 114 pts                     |                             |
| 5.º                         | João Almeida                | UAE Team Emirates                  | 55 pts                      |                             |
| 6.º                         | Toms Skujiņš                | Trek-Segafredo                     | 48 pts                      |                             |
| 7.º                         | Karel Vacek                 | Team Corratec-Selle Italia         | 36 pts                      |                             |
| 8.º                         | Davide Gabburo              | Green Project-Bardiani CSF-Faizanè | 33 pts                      |                             |
| 9.º                         | Derek Gee                   | Israel-Premier Tech                | 31 pts                      |                             |
| 10.º                        | Aurélien Paret-Peintre      | AG2R Citroën Team                  | 26 pts                      |                             |

### Clasificación de los jóvenes(Maglia Bianca)
| Clasificación del mejor joven | Clasificación del mejor joven | Clasificación del mejor joven | Clasificación del mejor joven | Clasificación del mejor joven |
| Ciclista                      | Ciclista                      | Equipo                        | Tiempo                        |                               |
| ----------------------------- | ----------------------------- | ----------------------------- | ----------------------------- | ----------------------------- |
| 1.º                           | João Almeida                  | UAE Team Emirates             | 71 h 59 min 01 s              |                               |
| 2.º                           | Andreas Leknessund            | Team DSM                      | + 3 min 12 s                  |                               |
| 3.º                           | Thymen Arensman               | Ineos Grenadiers              | + 3 min 51 s                  |                               |
| 4.º                           | Einer Rubio                   | Movistar Team                 | + 5 min 25 s                  |                               |
| 5.º                           | Santiago Buitrago             | Bahrain Victorious            | + 7 min 03 s                  |                               |
| 6.º                           | Ilan Van Wilder               | Soudal Quick-Step             | + 7 min 28 s                  |                               |
| 7.º                           | Laurens Huys                  | Intermarché-Circus-Wanty      | + 28 min 18 s                 |                               |
| 8.º                           | Filippo Zana                  | Team Jayco AlUla              | + 31 min 11 s                 |                               |
| 9.º                           | Valentin Paret-Peintre        | AG2R Citroën Team             | + 42 min 58 s                 |                               |
| 10.º                          | Alexander Cepeda              | EF Education-EasyPost         | + 50 min 18 s                 |                               |

### Clasificación por equipos"Súper team"
| Clasificación por equipos | Clasificación por equipos | Clasificación por equipos | Clasificación por equipos |
| Equipo                    | Equipo                    | Tiempo                    |                           |
| ------------------------- | ------------------------- | ------------------------- | ------------------------- |
| 1.º                       | Bahrain Victorious        | 215 h 27 min 26 s         |                           |
| 2.º                       | Ineos Grenadiers          | + 32 min 31 s             |                           |
| 3.º                       | Jumbo-Visma               | + 40 min 26 s             |                           |
| 4.º                       | UAE Team Emirates         | + 49 min 03 s             |                           |
| 5.º                       | Bora-Hansgrohe            | + 54 min 33 s             |                           |
| 6.º                       | EF Education-EasyPost     | + 55 min 30 s             |                           |
| 7.º                       | AG2R Citroën Team         | + 1 h 06 min 39 s         |                           |
| 8.º                       | Astana Qazaqstan Team     | + 1 h 11 min 58 s         |                           |
| 9.º                       | Team Jayco AlUla          | + 1 h 28 min 22 s         |                           |
| 10.º                      | Israel-Premier Tech       | + 1 h 39 min 44 s         |                           |

## Abandonos
Ninguno.